# Luca Pacioli Egyesület
A Luca Pacioli Egyesület egy Magyarországon működő ifjúsági szakmai szervezet, amelynek központi tevékenysége az utánpótlásnevelés és tehetséggondozás. Az Egyesület szellemi fundamentumát a 2017. június 13-án, 26 hallgató és Prof. Dr. Lukács János által aláírt Manifesztum című dokumentum képezi. Az Egyesület hosszú távon biztosítani szeretné a számviteltudomány, a pénzügyi ismeretek, a jog, az adózási ismeretek területén, valamint az ezekhez szorosan kapcsolódó területeken a legkiemelkedőbb szakemberek folyamatos kinevelését a magyar akadémiai és vállalkozói szféra, valamint a közszféra számára, éppen ezért működése során kiemelten és minden rendelkezésére álló eszközzel igyekszik támogatni az ezen területekkel foglalkozó ifjúsági szervezetek, egyetemi diákszervezetek, szakkollégiumok működését, fejlődését.

## Az Egyesület névadója

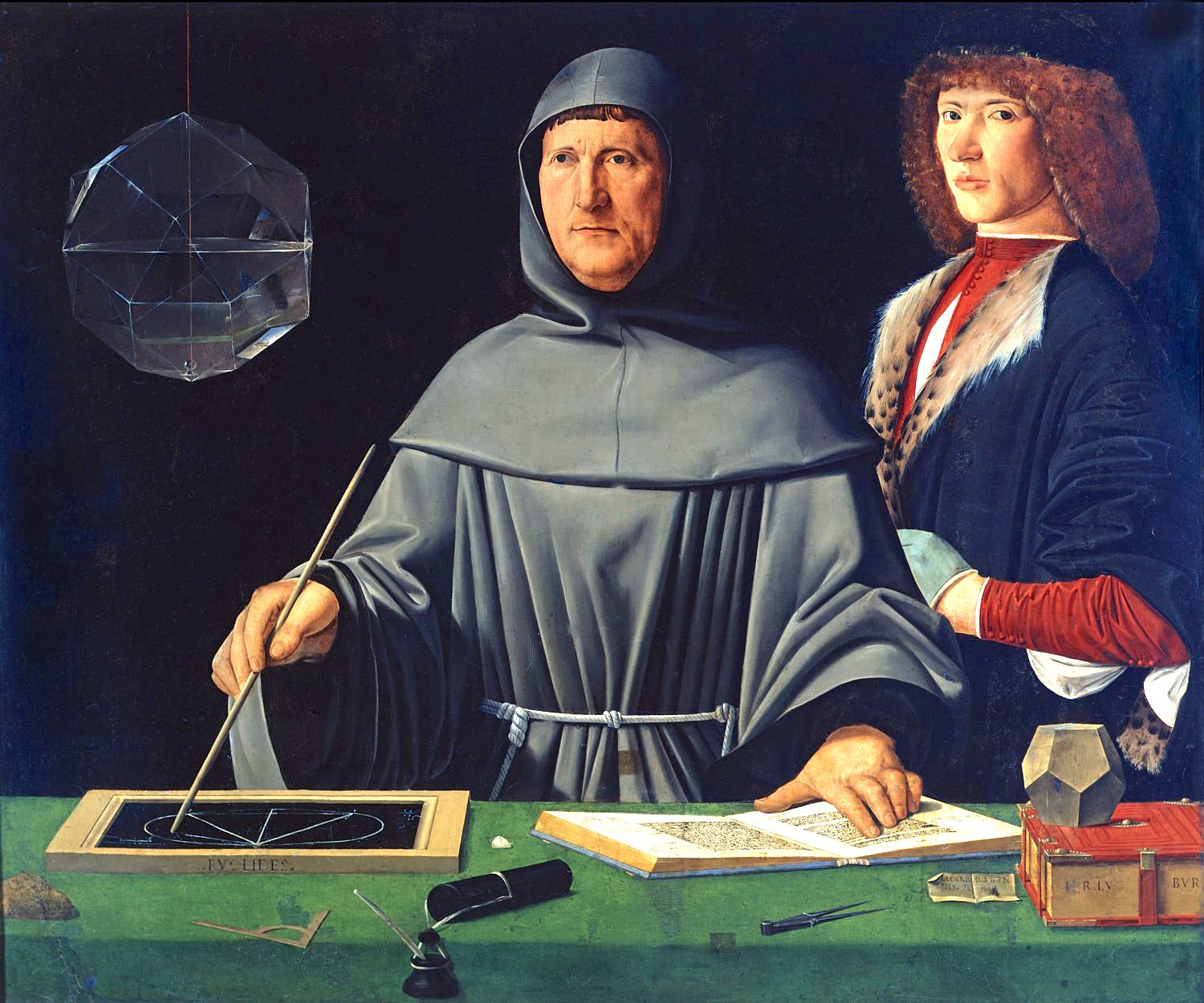
Luca Pacioli (1447–1517) ferences rendi szerzetes portréja

Az Egyesületet Luca Pacioli ferences rendi matematikus-szerzetesről nevezték el, aki a közgazdaságtan, kiemelten a számviteltudomány fejlődéstörténetének egyik legjelentősebb alakja volt a XV-XVI. századi Itáliában. Luca Pacioli legismertebb műve a Summa de arithmetica, geometria, proportioni et proportionalita, amely a közgazdaságtan és a matematika fejlődéstörténetének egyik legfontosabb alkotása, mindenekelőtt pedig a számvitel és a kettős könyvvitel fejlődésére gyakorolt hatása miatt lett elismert szellemi alkotás. A névválasztás a gyökerekhez való visszatérést, az Egyesület által gondozott szakmákhoz való tudományos hozzáállást szimbolizálja.

## Küldetés
A küldetése elérése érdekében az Egyesület a tevékenységeit három stratégiai pillérre építve alakította ki: tehetséggondozás és hálózatépítés, gondozott szakmák széles körű népszerűsítése és közvetlen felelősségvállalás.

### Tehetséggondozás és hálózatépítés
Az első stratégiai pillér a tehetséggondozás és hálózatépítés. Az Egyesület támogatja a tagszervezetek működését, valamint elősegíti új, hasonló szakterületeken működő diákszervezetek megalapítását és az ernyőszervezethez történő csatlakozását. Anyaszervezetként biztosítja diákszervezetei működési stabilitását, jogi és pénzügyi biztonságát, a piaci, állami és akadémiai területek legkiválóbb képviselőinek bevonásával pedig az egyetemi képzést kiegészítő, gyakorlati tudást nyújtó, intenzív szakmai és vezetői képzési rendszer működtetését, valamint kiemelt karrier- és kapcsolatépítési lehetőségeket is kínál. Jelenleg hét tagszervezete van: a Budapesti Corvinus Egyetemen a pénzügyi területet képviselő Pacioli Finance Club BCE, valamint a számviteli és adózási képzést lebonyolító Pacioli Accounting Club BCE. A Budapesti Gazdaságtudományi Egyetemen működő diákszervezet a Pacioli Accounting Club BGE, amely fő szakterülete szintén a számvitel és az adózás. Negyedik tagszervezete a jog, a számvitel és az adózás és szakterületeit képviselő Pacioli Tax&Legal Club, amely az Eötvös Loránd Tudományegyetemen működik. Budapesten kívüli tagszervezetei közé tartozik a Debreceni Egyetemen tevékenykedő Pacioli Accounting Club DE, a Pécsi Tudományegyetemen működő Pacioli Finance Club PTE és a Szegedi Tudományegyetemen jelen lévő Pacioli Accounting Club SZTE. Az Egyesület több mint 280 tagot számlál.

### Gondozott szakmák széleskörű népszerűsítése
Az Egyesület az utánpótlásnevelés részeként a szakma szélesebb körű népszerűsítésével is foglalkozik. Ennek érdekében minden évben megrendezi a Luca Pacioli Középiskolás Versenyt, illetve 3 alkalommal szervezte meg a Bosnyák János Nemzeti Emlékversenyt.

### Közvetlen felelősségvállalás
Az Egyesület mindezen túl felelősségének tekinti, hogy különféle ösztöndíjak működtetésével segítse azon fiatalok boldogulását, akiknek szakmai fejlődését szociális helyzetük akadályozza. Ennek érdekében minden évben meghirdeti a Luca Pacioli Kiválósági Díjat, amellyel anyagilag támogatja az egyetemi képzésüket megkezdő végzős középiskolás diákokat.

## Szakmai tevékenység

### Képzési rendszer
Az Egyesület tagjai számára elérhető képzési rendszer két pilléren nyugszik. Az első pillért az intenzív szakmai képzés képezi, amely magában foglal egy lépcsőzetes szakmai programot és egy stabil teljesítményértékelési rendszert. Legfőbb előnye a rendszernek, hogy piaci alapú és abszolút gyakorlatias, hasznosítható képzést nyújt. Mindezek teljesítését pedig a piaci és állami szférában is elismert, az Egyesület által kiállított diploma igazolja. A második pillér a vezetőképzés, amely biztosítja egy stabil menedzsment tudás megszerzését a vezetői tréningekre alapozva, amelyet diákszervezeti és/vagy egyesületi vezetői tapasztalatok egészítenek ki.

### Bosnyák János Nemzeti Emlékverseny
A Bosnyák János Nemzeti Emlékverseny a Luca Pacioli Egyesület és partnerei által meghirdetett számviteli-pénzügyi-adózási esettanulmányi vetélkedő.
2018-ban rendezték meg először a Bosnyák János Emlékversenyt, akkor még a Budapesti Corvinus Egyetem falain belül. 2019-től nemzeti szintre lett emelve a verseny, így ettől az évtől kezdve külhoni magyarok is részt vehetnek a Bosnyák János Nemzeti Emlékversenyen. A Kárpát-medence felsőoktatásban részt vevő fiataljai számára szervezett versenyen gyakorlati közgazdasági, kiemelten számviteli, pénzügyi és adózási szakmai ismereteiket mérhetik össze a versenyző csapatok.
A verseny fővédnöke Varga Mihály, Magyarország pénzügyminisztere.

### Luca Pacioli Kiválósági Díj
A Luca Pacioli Egyesület 2021-ben elindította a végzős középiskolások támogatását célzó Luca Pacioli Kiválósági Díjat, amely eredményeként az Egyesület a díjat elnyert diákokat a pénzügyi támogatáson felül szakmai fejlődésük elősegítése érdekében mentorálással segíti egyetemi pályájuk elején.

## Közösségi élet

### Pacioli Tábor
Az Egyesület minden évben Pacioli Tábort szervez, amely az év legfontosabb szervezetfejlesztő eseménye mind az Egyesület, mind a tagszervezetek számára. Ennek célja egyrészt a tagszervezetek közötti kapcsolatok mélyebbre fűzése, valamint az Egyesület és tagszervezetek közötti kapcsolat ápolása, mind egyéni, mind szervezeti szinten.